# 공무원자격사칭죄
공무원자격사칭죄(公務員資格詐稱罪)는 공무원의 자격을 사칭하여 그 직권을 행사하는 죄. 3년 이하의 징역 또는 700만원 이하의 벌금에 처한다(118조). '공무원의 자격을 사칭하여'라 함은 공무원이 아닌 자가 공무원의 자격을 사칭하는 경우와 공무원의 자격을 가진 자가 자기의 자격 이외의 자격을 사칭하는 경우를 모두 포함한다. 공무원 개념에는 공무원 임용령 제43조에 의한 임시직원도 포함된다.
본죄가 성립하기 위하여는 단순한 사칭만으로는 불충분하고 더 나아가서 그 사칭한 직권을 행사하여야 한다. 예를 들어 청와대민원비서관임을 사칭하여 시외전화 선로고장수리를 하라고 말한 경우는 청와대 민원비서관의 직권을 행사하는 요건을 갖춘 것이라고 할 수 없다. 만약 피고인들이 그들이 위임받은 채권을 용이하게 추심하는 방편으로 합동수사반원임을 사칭하고 협박하여도 위 채권의 추심행위는 개인적인 업무이지 합동수사반의 수사업무의 범위에는 속하지 아니하므로 직권을 행사한 것이 아니여서  공무원자격사칭죄로 처벌할 수 없다. 같은 이유로 중앙정보부 직원 아닌 자가 중앙정보부 직원을 사칭하고 청와대에 파견된 감사실장인데 사무실에 대통령 사진의 액자가 파손된 채 방치되었다는 사실을 보고받고 나왔으니 자인서를 작성 제출하라고 말한 행위는 중앙정보부 직원의 직권행사에 해당되지 않아 본 죄가 성립되지 않는다.
단순한 사칭에 그쳤을 경우에는 경범죄처벌법에 의하여 처벌된다(경범 3조 7호).

## 판례
피고인들이 위임받은 채권을 용이하게 추심하는 방편으로 합동수사반원임을 사칭하고 협박한 경우, 위 채권의 추심행위는 개인적인 업무이지 합동수사반의 수사업무의 범위에는 속하지 아니하므로 이를 공무원자격사칭죄로 처벌할 수 없다